# 김홍탁
김홍탁(1944년 5월 13일 ~ 2024년 12월 7일)은 대한민국의 기타리스트 겸 록 음악가이다. 한국 록밴드 초창기 핵심 인물이다.
일제강점기 경기도 인천(제물포)에서 태어났다. 인천 동산중고 졸업, 1959년에 키보이스를 결성하여 기타리스트로 음악 활동했고 1964년 키보이스(차중락, 보컬, 차도균 베이스기타, 윤항기 드럼, 오성빈 키보드) 정식 데뷔 1집 음반을 1964년 그녀입술은 달콤해 발표하면서 음악 활동을 본격적으로 시작했다. 1967년 키보이스를 탈퇴한 뒤 1968년 조용남(기타)의 추천으로 한웅(키보드), 유영춘(보컬), 김용호(드럼)와 함께 록 음악 밴드 히파이브 등으로 활동했다. 히파이브는 1970년 해체되기 전까지 '초원', '꿈꾸는 사랑', '헤이 쥬드' 등으로 인기를 끌었다. 유영춘은 2년 후 영사운드에서 '등불' '달무리'라는 히트곡을 냈다. 김홍탁은 이후 조용남 유상윤 권용남 이영덕 김용중과 함께 히식스를 결성, 1970년 1집 창작 타이틀곡 '초원의 사랑'을 발표했다. 히파이브는 팝송 번안곡이나 외부 작곡가 곡을 위주로 했지만, 히식스는 1집 수록곡 '말하라 사랑이 어떻게 왔는가를' 등  김홍탁 자작곡 중심으로 활동했다. 히식스는 1970년 7월 제2회 보컬그룹 경연대회에서 키보이스를 누르고 우승했다. 이해 후반 김용중 대신 명지대 3학년이던 최헌을 영입, 1971년 '히식스와 함께 고고를'이라는 음반을 냈다.
1972년 미국으로 건너갔다가 1990년대 초 귀국해 히파이브 멤버였던 유영춘, 그리고 그의 아들과 함께 '선생님 아빠 그리고 나'라는 음반을 냈다. 1996년에는 서울재즈아카데미를 설립했다.
2024년 12월 7일 폐암으로 사망했다.

## 수상
- 1971년 그룹사운드 대상(키보이스)
- 1972년 그룹사운드 대상(히식스) 및 개인상 수상
- 2017년 KMA 제14회 한국대중음악상 공로상
- 2019년 대한민국 대중문화예술상 보관문화훈장

## 기타
K-POP의 뿌리인 1세대 그룹사운드로 평가받는다. 조용필은 그를 '한국 최고의 기타리스트'라고 말했다.